# Vieux-Fumé
Vieux-Fumé település Franciaországban, Calvados megyében. Lakosainak száma 517 fő (2018. január 1.). Vieux-Fumé Airan, Cesny-aux-Vignes, Condé-sur-Ifs, Fierville-Bray, Magny-la-Campagne, Mézidon-Canon és Ouézy községekkel határos.

## Népesség
A település népessége az elmúlt években az alábbi módon változott:
| Lakosok száma | 273  | 274  | 304  | 362  | 334  | 448  | 482  | 507  | 523  | 517  |
|               | 1968 | 1975 | 1982 | 1990 | 1999 | 2011 | 2013 | 2015 | 2017 | 2018 |